# 瓦希塔希環礁
瓦希塔希環礁（Vahitahi）是南太平洋法屬波利尼西亞的環礁，屬於土阿莫土群島的一部分，位於阿基阿基環礁西北41公里，由努库塔瓦克市镇管辖，長10公里、寬4.5公里，土地面積2.5平方公里，潟湖面積7.4平方公里。
島上主要的村落名為莫希图（Mohitu，前稱「Temanufaara」）。根據2012年的人口普查，島上有105位居民。

## 資料來源
1. ↑  . Institut de la statistique de la Polynésie française.   [22 September 2014].

## 外部連結
- 瓦希塔希機場 （页面存档备份，存于）